# Dion Acoff
Dion Jeremy Acoff (Los Angeles, 23 settembre 1991) è un calciatore statunitense, attaccante dell'Union Omaha.

## Carriera
Nel 2019 ha giocato 15 partite nella prima divisione finlandese con l'SJK, trascorrendo invece il resto della carriera con vari club della prima divisione islandese; inoltre, ha giocato 8 partite nei turni preliminari di Europa League, tutte con il Valur.

## Palmarès

### Club

#### Competizioni nazionali
- Campionato islandese: 2

Valur: 2017, 2018
- Coppa di Lega islandese: 1

Valur: 2018
- Supercoppa d'Islanda: 1

Valur: 2018
- USL League One: 1

Union Omaha: 2024